# Ahmad b. Majid al-Najdi
Ahmad ibn Majid ibn Muhammad al-Saʿdi al-Jaddi al-Najdi (in arabo احمد بن ماجـد محمد السعدي الجدي ﺍﻟﻨﺠﺪﻱ‎?, Aḥmad ibn Mājid ibn Muḥammad al-Saʿdī al-Jaddī al-Najdī; 1421? – 1500?) è stato un navigatore omanita, il più illustre tra i navigatori arabi, vissuto nel XV secolo, lo stesso del grande navigatore portoghese Vasco da Gama.

## Biografia
Ibn Mājid (di cui s'ignorano le esatte date di nascita e di morte), soprannominato "il leone del mare" (asad al-baḥr ) apparteneva a una famiglia di navigatori che agiva prevalentemente nel Mar Rosso ma il suo teatro d'azione fu l'Oceano Indiano (Mare degli Arabi, presso i geografi musulmani).
Autore del Kitāb al-Fawāʾid (Il libro degli insegnamenti utili), Ibn Mājid si iscriveva nella tradizione di valenti marinai che l'avevano preceduto in piena età abbaside: Muḥammad b. Shādān, Sahl b. Abān e Layth b. Kahlān, illustrandosi nell'esplorazione di numerose terre bagnate dall'Oceano Indiano: dal Madagascar a Zanzibar, da Ceylon a Giava, da Socotra a Sumatra.
Esperto astronomo, ha lasciato preziose descrizioni degli strumenti marittimi di navigazione - tra cui la bussola magnetica - descrivendo con precisione il fenomeno dei monsoni e il profilo delle coste africane e asiatiche da lui percorse più volte.
L'azione che l'Occidente ha sistematicamente sottaciuto, per timore forse d'offuscare l'impresa (comunque grande) di Vasco da Gama, fu l'aver accompagnato il navigatore portoghese da Malindi a Calicut (Stato indiano del Kerala). Le fonti portoghesi dell'epoca lo ricordano come "Malemo Cana" o "Malemo Canaqua" (dal termine arabo kanaka, "astrologia marittima").
I suoi consigli di non navigare troppo prossimi alla costa indiana, soggetta a forti movimenti di correnti marine, evitò ai Portoghesi un probabile naufragio e si diceva che i Portoghesi avessero fatto ubriacare a bella posta il loro pilota perché, sotto i fumi dell'alcol, egli rivelasse le modalità migliori di navigazione verso l'India, che Ibn Mājid non voleva invece interamente svelare.
Ibn Mājid è stato un scrittore molto prolifico, autore di oltre 30 libri e raccolte in prosa e poesia sulla teoria nautica e sulla descrizione dei mari.
La sua opera più importante è stata il  Kitāb al-fawāʼid fī maʻrifat ʻilm al-baḥr wa-al-qawāʻid (Libro di informazioni utili sui principi e sulle regole della navigazione), scritto nel 1490. Questo libro è stato anche tradotto in lingua inglese con il titolo "Arab Navigation in the Indian Ocean Before the Coming of the Portuguese" a cura di Gerald Randall Tibbetts.